# Brasier

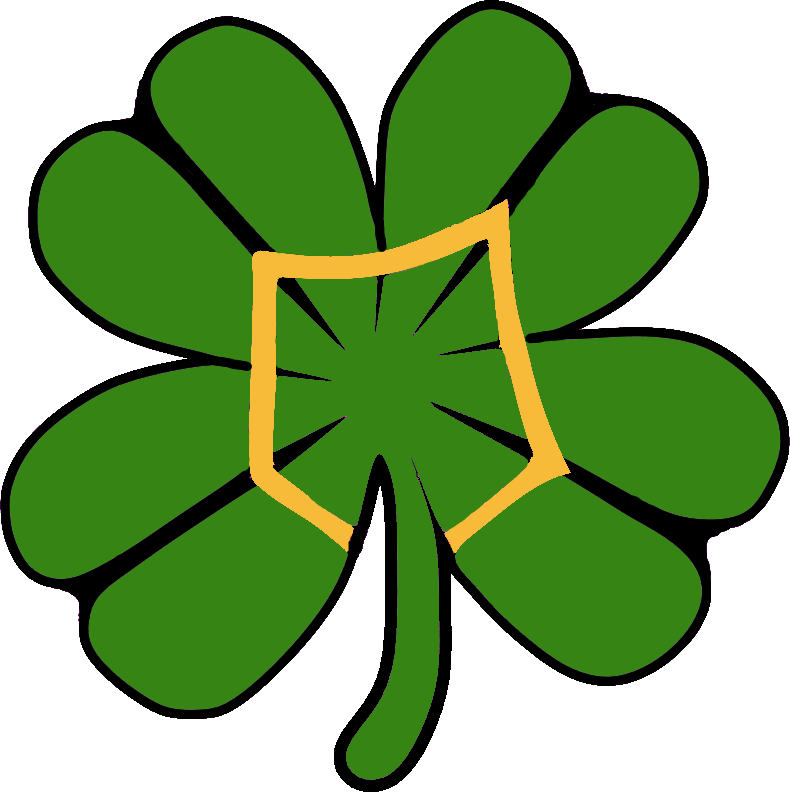
Das Kleeblatt war das Logo von Brasier.

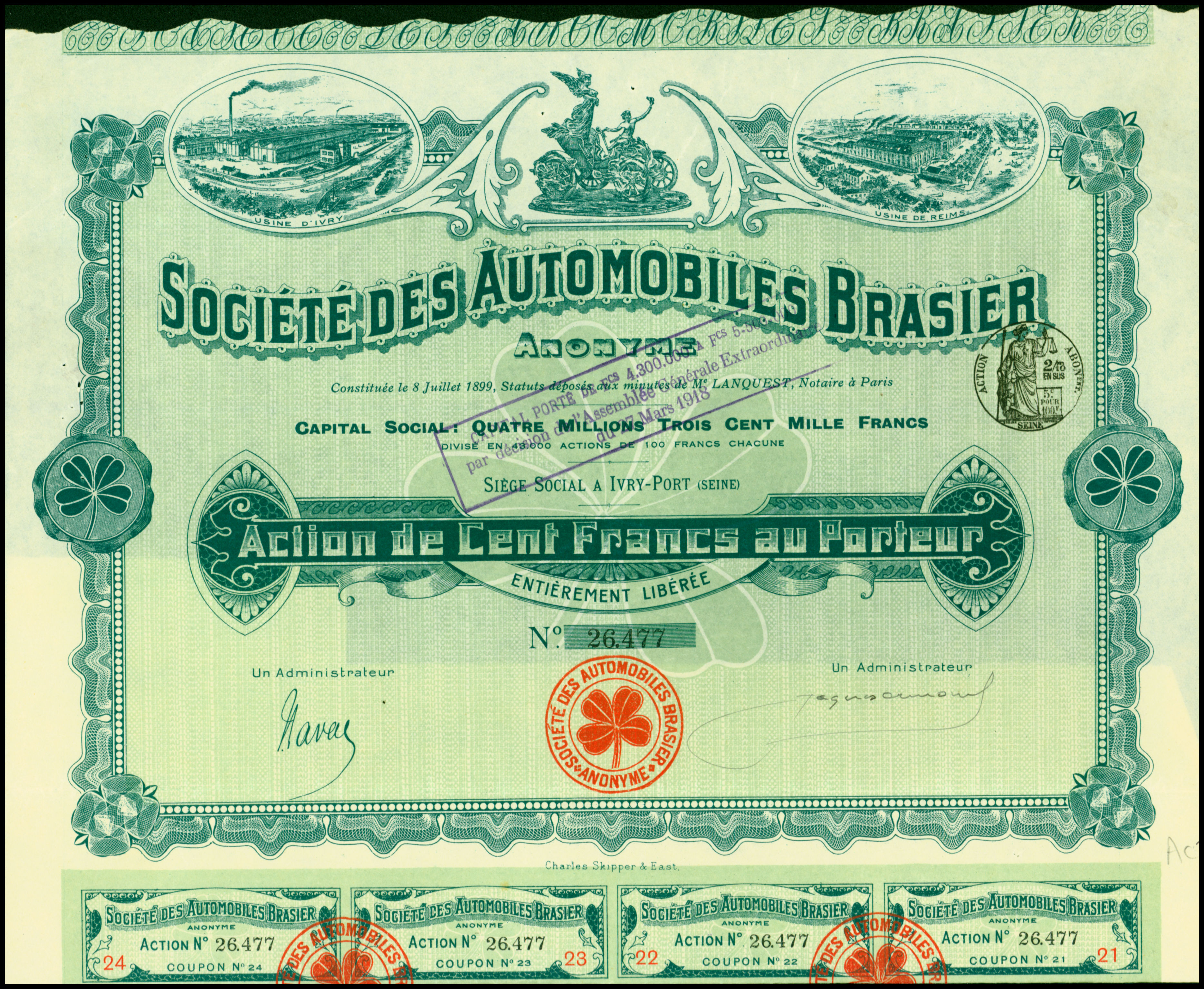
Aktie über 100 Francs der Société des Automobiles Brasier vom 8. Juli 1899

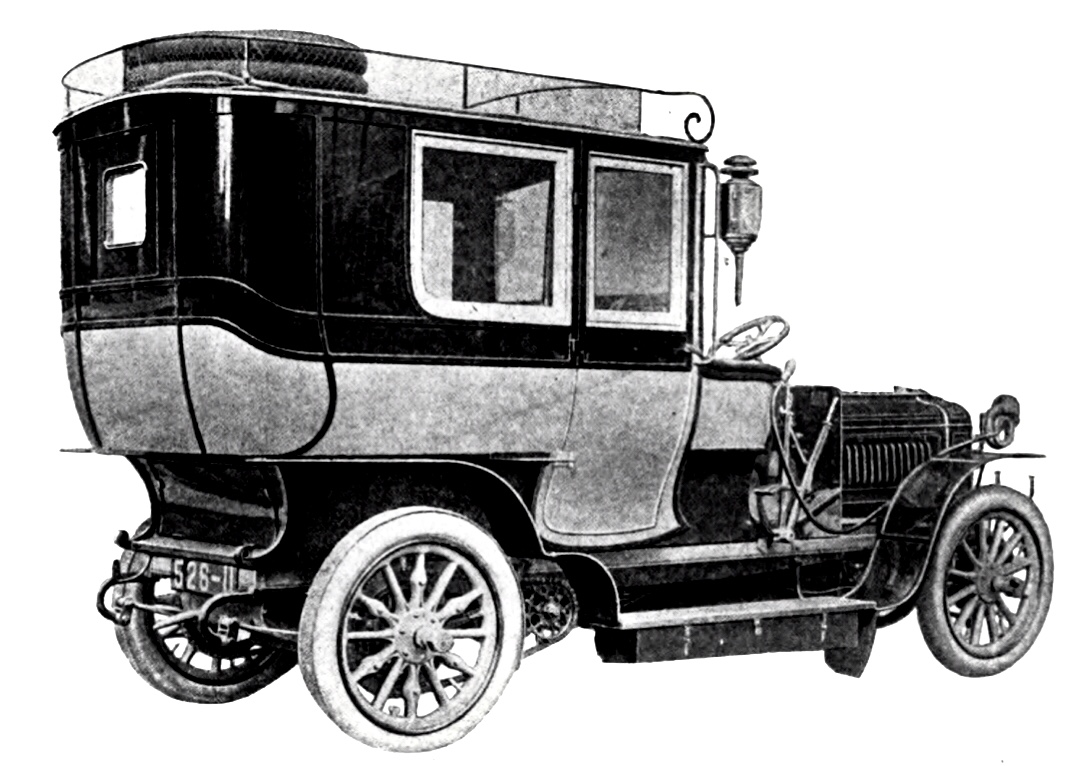
Brasier 50/60 HP um 1906

Die Société des Automobiles Brasier war ein französischer Hersteller von Automobilen. Das Markenzeichen war ein vierblättriges Kleeblatt.

## Unternehmensgeschichte
Der Konstrukteur Henri Brasier gründete 1905 das Unternehmen, nachdem er sich von seinem Partner Georges Richard bei Richard-Brasier getrennt hatte. Das Unternehmen florierte zunächst und bot eine große Anzahl von Typen zwischen 1,5 und 8 Litern Hubraum an. 1919 wurde die Produktion wiederaufgenommen, stagnierte jedoch weitgehend und schrumpfte dann. 1926 verband sich Brasier mit dem Fahrradhersteller Camille Chaigneau, seither hieß das Unternehmen Chaigneau-Brasier.

## Übersicht
- 1897–1902 Société des Anciens Établissements Georges Richard von Georges Richard, Maxime Richard sowie ab 1901 Henri Brasier
- 1903–1904 Richard-Brasier von Georges Richard und Henri Brasier
- 1905–1940 Unic von Georges Richard, ab 1922 George Dubois
- 1905–1926 Société des Automobiles Brasier von Henri Brasier
- 1926–1930 Chaigneau-Brasier

## PKW
Das Unternehmen stellte vor 1914 Modelle mit Zwei-, Vier- und Sechszylindermotoren her. Unter anderem gab es die Modelle 11 CV, 12 CV mit 1847 cm³ mit 70 mm Bohrung und 120 mm Hub, 15 CV und 16 CV. Im Jahr 1907 stellte Brasier drei Modelle her: Den 16/26 Vierzylinder mit 3054 cm³ mit 90 mm Bohrung und 120 mm Hub; den 30/40 Vierzylinder mit 5123 cm³ mit 112 mm Bohrung und 130 mm Hub und den 40/60 Sechszylinder mit 7684 cm³ mit 112 mm Bohrung und 130 mm Hub.
1919 folgte als Haupttyp ein bereits 1917 entwickeltes Vierzylindermodell 18 CV. 85 mm Bohrung und 150 mm Hub ergaben 3404 cm³ Hubraum, der Radstand betrug wahlweise 3,30 oder 3,42 m. Der Preis für das Auto ohne Karosserie lag 1920 bei 22500 Französischen Franc. Das Auto hatte Vierradbremsen und wurde bis 1922 und auf Wunsch auch noch 1923 gebaut.
Ebenfalls 1919 weitergebaut wurde der bereits 1912 erschienene Typ 24CV, jetzt 30CV genannt. Er hatte einen Sechszylindermotor, aus 90 mm Bohrung und 140 mm Hub errechnen sich 5325 cm³ Hubraum. Der Radstand betrug 3,65 m, dieser Typ wurde bis 1921 gebaut und war 1920 für 40.000 Franc zu haben.
Zum Pariser Autosalon im Herbst 1922 wurde das Modell TB 4 mit 12 Steuer-CV vorgestellt, das 1923 den 18CV in der Produktion ablöste. Der Vierzylindermotor mit 74 mm Bohrung und 120 mm Hub maß 2062 cm³ Hubraum. Der Radstand betrug 3,10 m. Das Auto wurde für 32.000 Französische Franc mit Torpedo-Karosserie angeboten, der zeitgleich in Großserie am Fließband produzierte und leistungsmäßig vergleichbare Renault 10CV war bereits für 22.000 Franc zu haben. Der Brasier TB4 wurde bis 1926 gebaut.

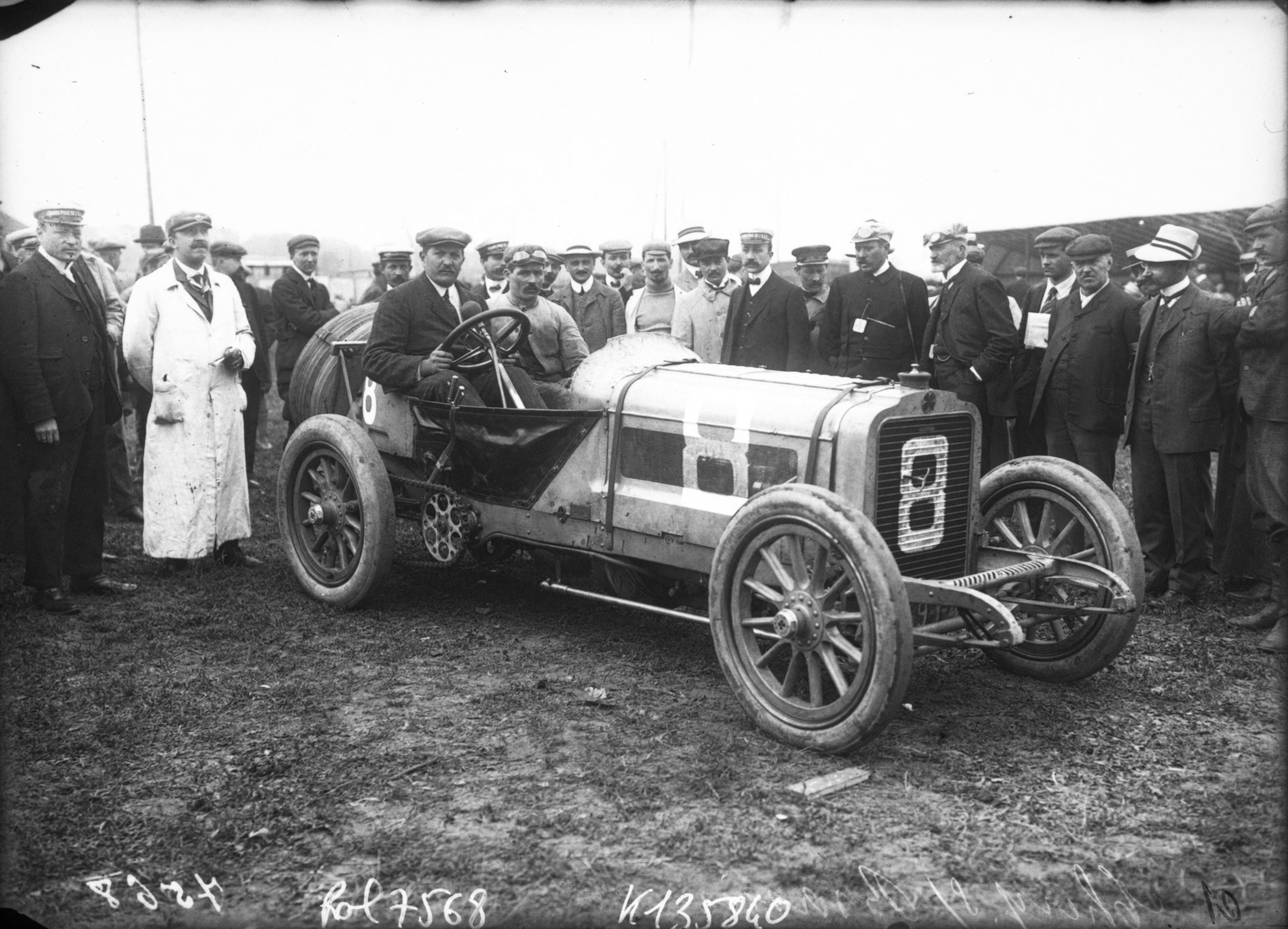
Léon Théry auf Brasier bei einem Autorennen 1908
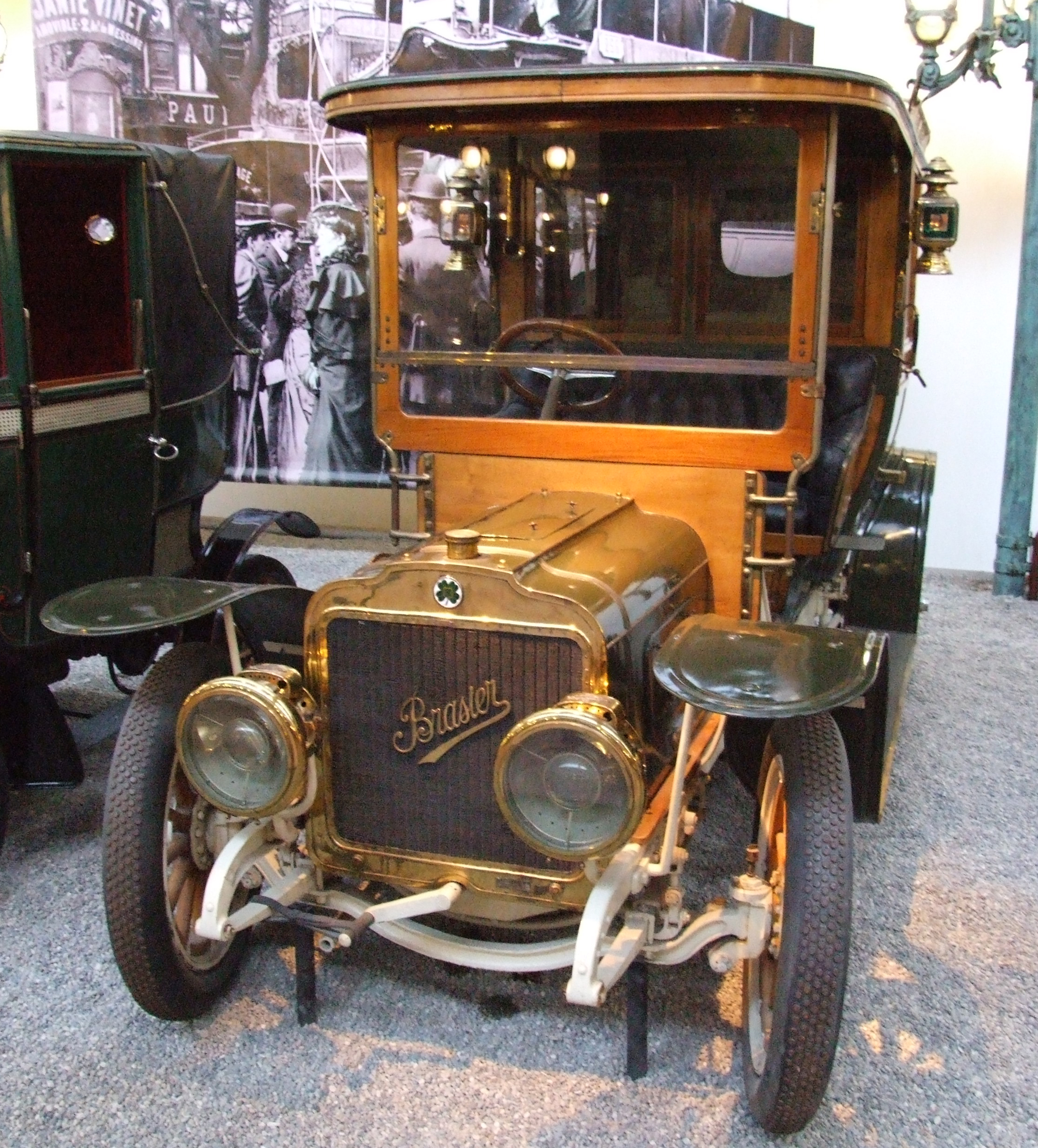
Brasier KD von 1908 in der Cité de l’Automobile – Musée National – Collection Schlumpf
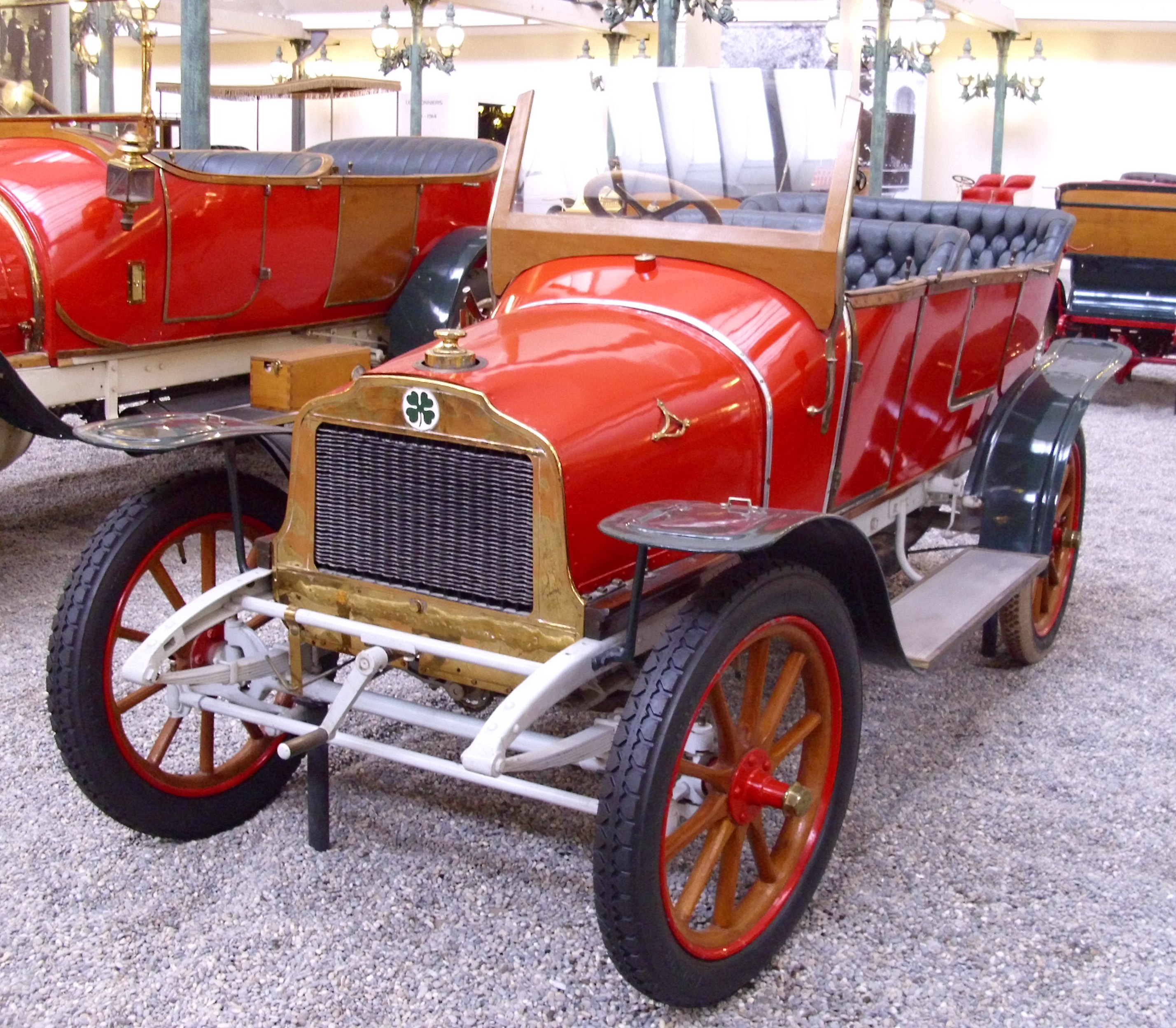
Brasier von 1910
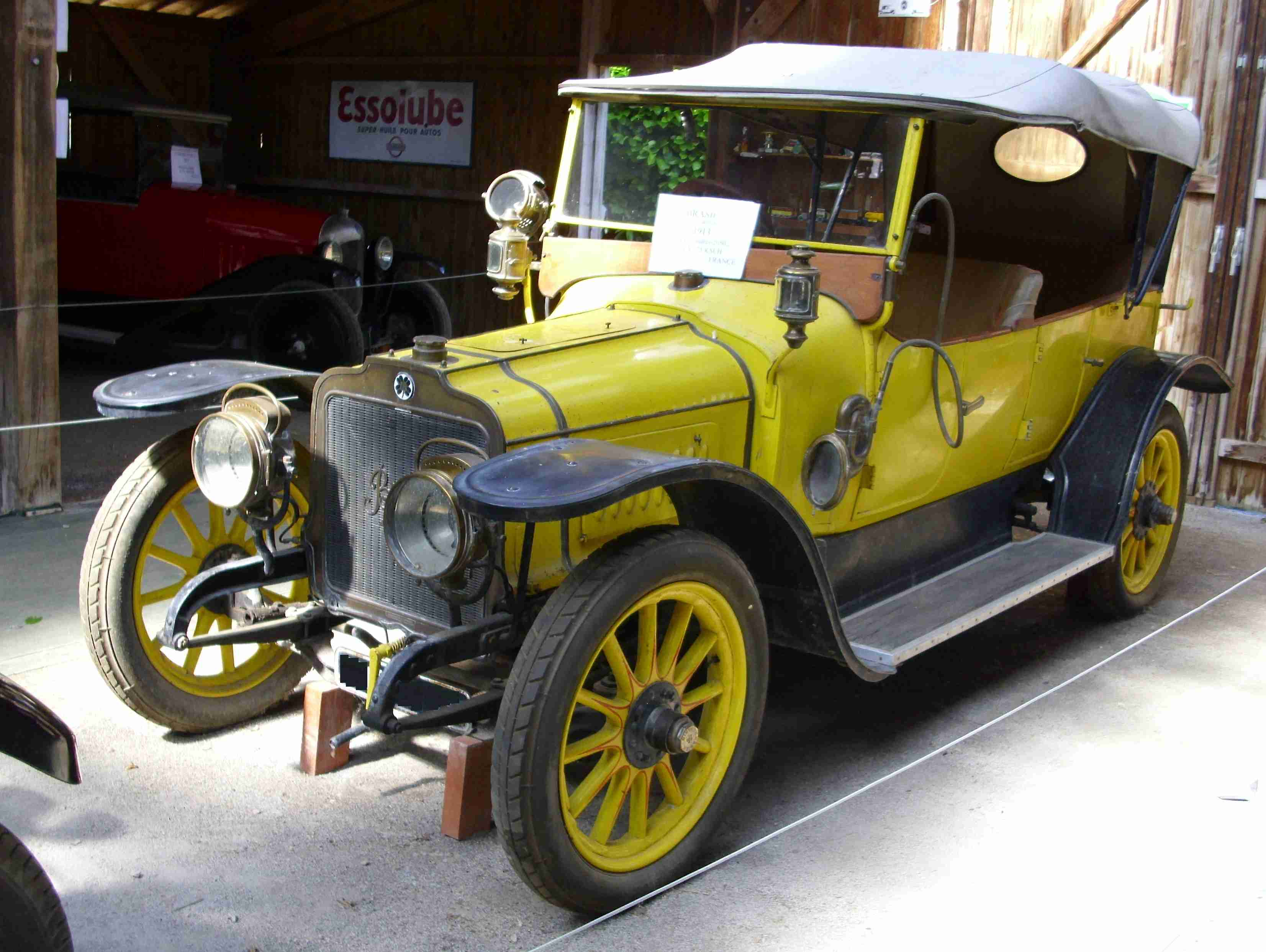
Brasier von 1913

## Modelle
| Modell | Bauzeitraum | Zylinder | Hubraum  | Bohrung | Hub    | Radstand         | Spurweite |
| ------ | ----------- | -------- | -------- | ------- | ------ | ---------------- | --------- |
| 15 hp  | 1906–       | 4 Reihe  | 3053 cm³ | 90 mm   | 120 mm | 2718 mm, 3023 mm | 1372 mm   |
| 25 hp  | 1906–1909   | 4 Reihe  | 5123 cm³ | 112 mm  | 130 mm | 2896 mm, 3010 mm | 1372 mm   |
| 50 hp  | 1906–       | 4 Reihe  | 7433 cm³ | 130 mm  | 140 mm | 2896 mm, 3061 mm | 1397 mm   |

## LKW und Nutzfahrzeuge

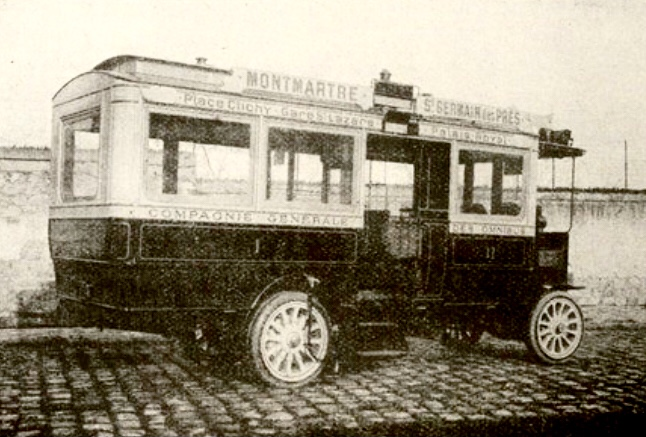
Brasier Omnibus 26 Plätze um 1909 der Compagnie Generale de Omnibus C.G.O

Schon Seit etwa 1898 hatte Brasier begonnen, die Fahrgestelle seiner Automobile teilweise mit Lieferwagen-Karosserien zu versehen.
Ein regelrechter LKW-Bau setzte etwa 1913 ein und wurde erst 1928 beendet. Es entstanden leichte bis mittlere LKW, von denen jedoch nur wenig bekannt ist:
- 1908 bis 1913 gab es einen Lieferwagen auf dem Fahrgestell des Zweizylinder-Typs 10/12 HP[19]
- 1910 wurden drei Zugköpfe entwickelt. Der 10 CV Zweizylinder war für 1500 kg bis 2000 kg gedacht. Der 12 CV Vierzylinder war für 2500 kg geeignet. Der 18 CV Vierzylinder konnte 3500 kg transportieren.[20]
- 1913 gab es einen Zweitonner mit Vierzylinder-Motor, 70 mm Bohrung und 130 mm Hub (2002 cm³), bei Kriegsausbruch 1914 bestellte die französische Armee von diesem Typ 67 Stück[21].
- 1914 erschien ebenfalls ein Zweitonner mit Vierzylinder-Motor, 100 mm Bohrung und 150 mm Hub (4712 cm³), von dem die französische Armee 70 Stück im Jahr 1915 bestellte[22].
- 1913 erschien ein LKW mit 2,5 Tonnen Nutzlast, Vierzylinder-Motor, 85 mm Bohrung und 140 mm Hub (3178 cm³), der bis mindestens 1915 gebaut wurde.
- Ebenfalls 1913 erschien ein LKW mit 3,5 Tonnen Nutzlast, Vierzylinder-Motor, 100 mm Bohrung und 150 mm Hub (4712 cm³), der in der einen oder anderen Form bis zum Ende 1928 gebaut wurde[23].
- Mit gleichem Motor gab es in den 1920er Jahren zeitweise auch einen Fünftonner-LKW[24].
- Den PKW 6CV gab es 1928 auch mit Lieferwagen-Aufbau.

## Stückzahlen
Brasier ist eine der wenigen französischen Automobilmarken, von der konkrete Stückzahlen – allerdings nur die Gesamtzahl aller innert eines Jahres gefertigten Fahrzeuge – überliefert ist. Es wurden zwischen 1901 und 1911 folgende Stückzahlen gebaut:
1901: 423 Stück
1902: 493 Stück
1903: 556 Stück
1904: 624 Stück
1905: 597 Stück
1906: 556 Stück
1907: 448 Stück
1908: 375 Stück
1909: 628 Stück
1910: 795 Stück
1911: 969 Stück: Dies scheint der Höhepunkt der Firma gewesen zu sein, für 1913 wird die Stückzahl auf 800 Exemplare geschätzt.
Für die Zeit nach dem Ersten Weltkrieg sind konkrete Stückzahlen nicht überliefert, die jährlich gebaute Stückzahl kann auf einen unteren dreistelligen Bereich geschätzt werden, gegen Ende der 1920er Jahre immer geringer werdend.

## Lizenzvergabe
Fides Fabbrica Automobili aus Rom fertigte zwischen 1905 und 1909 Modelle von Brasier in Lizenz.